# Lissotesta turrita
Lissotesta turrita é uma espécie de molusco pertencente à família Seguenzioidea.
A autoridade científica da espécie é Gaglini, tendo sido descrita no ano de 1987.
Trata-se de uma espécie presente no território português, incluindo a zona económica exclusiva.